# Robert Kiljander

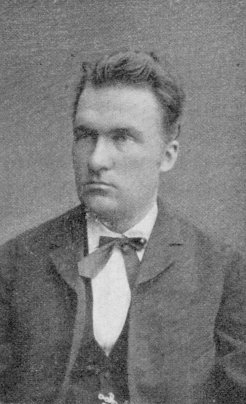
Robert Kiljander.

Karl Johan Robert Kiljander, född 15 augusti 1848 i Lapinlax, Savolax, död 14 november 1924 i Jyväskylä, var en finländsk lustspelsförfattare. Han var son till Karl Kiljander. 
Kiljander ingick 1871 vid finländska postverket och var från 1888 expeditör vid Jyväskylä postkontor. Han författade från 1881 en hel rad lustspel, de flesta i en akt, utmärkta genom humor, under vilken en lindrig samhällssatir understundom skymtar fram. Hans första stycken skrevs på svenska, de övriga på finska. Hans komedier återkom ofta på särskilt landsortsteatrarnas program. 